# Campitello (Umbrien)
Campitello (auch Campitello di Scheggia) ist eine Fraktion (italienisch frazione) von Scheggia e Pascelupo in der Provinz Perugia, Region Umbrien in Italien.

## Geografie
Der Ort liegt etwa zwei Kilometer östlich des Hauptortes Scheggia, etwa fünf Kilometer westlich von Pascelupo und etwa 40 Kilometer nordöstlich der Provinz- und Regionalhauptstadt Perugia. Der Ort liegt bei 650 m s.l.m. und hatte 2001 etwa 64 Einwohner. 2011 waren es 46 Einwohner. Campitello liegt zwischen den Bergen Monte Calvario (949 m) und Poggio delle Serre (934 m), der nächstgelegene Ort ist Ponte Calcara, ebenfalls ein Ortsteil von Scheggia e Pascelupo.

## Sehenswürdigkeiten

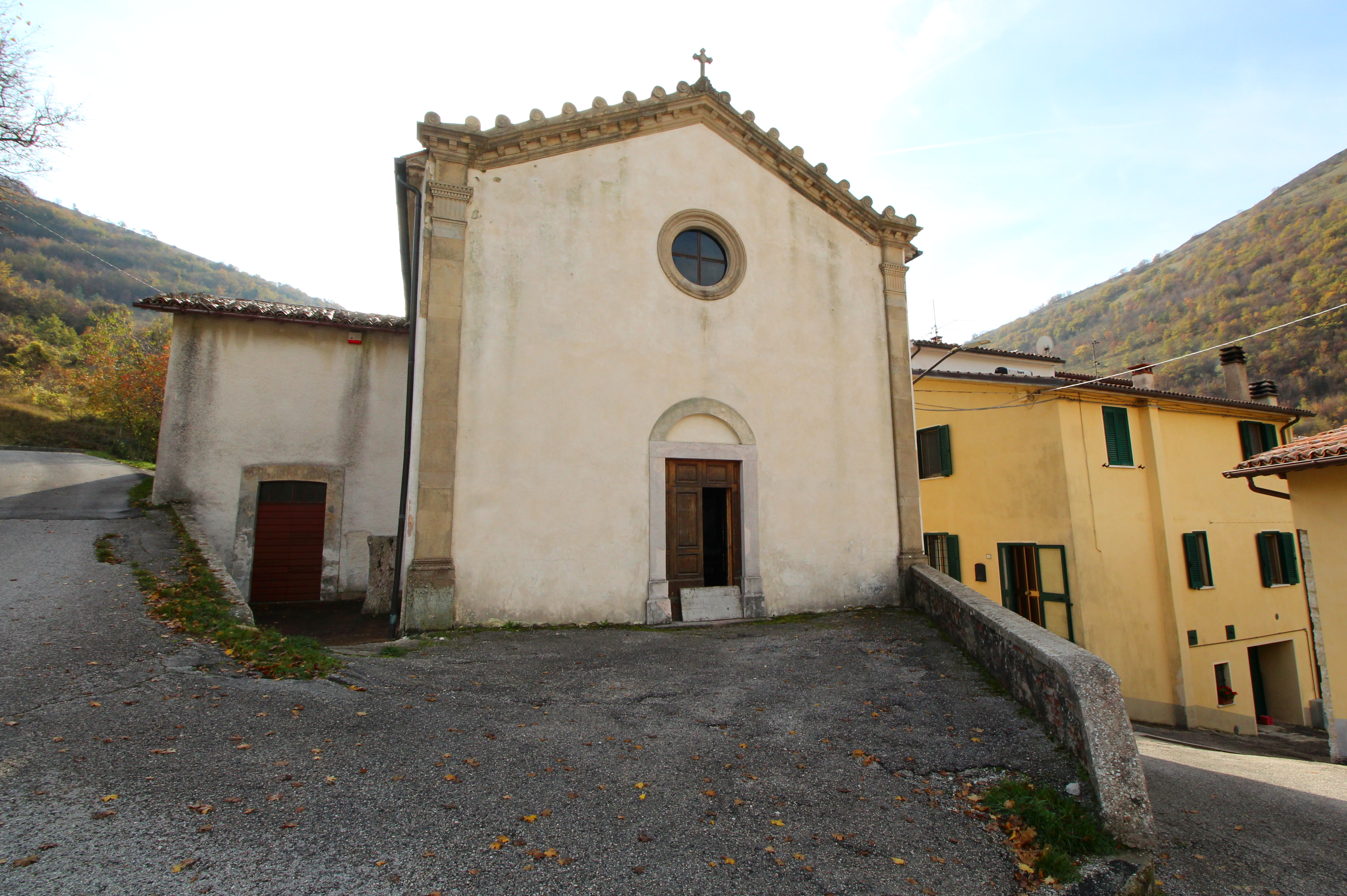
Die Kirche Santa Maria Assunta

- Santa Maria Assunta, Kirche im Ortskern, die erstmals 1181 in einem Dokument von Papst Alexander III. als curtem Capitelli cum ecclesia erwähnt und der Kirche San Secondo in Gubbio zugeordnet wurde. Im 12. und 13. Jahrhundert gehörte die Kirche zum Templerorden.[1] Am 10. Mai 1824 wurde die Kirche durch Vincenzo Massi, dem Bischof von Gubbio, zur Parochialkirche erhoben.[1] Die Fassade wurde von 1901 bis 1902 restauriert, der heutige Campanile entstand von 1902 bis 1904.[4] 1915 wurde die gesamte Kirche restauriert und am 25. September durch den Bischof von Gubbio, Giovanni Nasalli Rocca di Corneliano, erneut geweiht.[1] Von 1985 bis 1995 fanden weitere Arbeiten an der Kirche statt. Im Inneren enthält sie in den beiden Nischen die Wandgemälde Sant’Ubaldo und Sant’Attanasio[4] und zwei Gedenktafeln für die Gefallenen des Ersten Weltkrieges, die 1920 entstanden und 2015 restauriert wurden.[5]